# Aetius (geslacht)
Aetius is een geslacht van spinnen uit de familie van de loopspinnen (Corinnidae). 

## Soorten
- Aetius bicuspidatus Yamasaki, 2020
- Aetius decollatus O. Pickard-Cambridge, 1897
- Aetius maculatus Zhang, Mu & Zhang, 2022
- Aetius nocturnus Deeleman-Reinhold, 2001
- Aetius tuberculatus (Haddad, 2013)